# 查迪·塞蒂亚迪
查迪·塞蒂亚迪（1985年2月2日—）是一名印度尼西亚举重运动员，身高1.50米，曾获广州亚运会男子56公斤级举重季军。